# Helongstadion
Het Helongstadion (Chinees:贺龙体育场) is een multifunctioneel stadion in Changsha, een stad in China. Het stadion is vernoemd naar He Long (1896–1969), dat was een communistisch legerleider tijdens de Chinese Burgeroorlog.
Het stadion wordt vooral gebruikt voor voetbalwedstrijden, de voetbalclub Guangzhou City FC maakt gebruik van dit stadion. In het stadion is plaats voor 55.000 toeschouwers. Het stadion werd geopend in 1987.

## Interlands
| 1 | 19 juni 2005     | China – Costa Rica | 2–2  | Vriendschappelijk          |
| 2 | 15 november 2006 | China – Irak       | 1–1  | Azië Cup 2007 kwalificatie |
| 3 | 22 maart 2013    | China – Irak       | 1–0  | Azië Cup 2015 kwalificatie |
| 4 | 14 oktober 2013  | China – Paraguay   | 2–1  | Vriendschappelijk          |
| 5 | 27 maart 2015    | China – Haïti      | 2–2  | Vriendschappelijk          |
| 6 | 12 november 2015 | China – Bhutan     | 12–0 | WK 2018 kwalificatie       |
| 7 | 23 maart 2017    | China – Zuid-Korea | 1–0  | WK 2018 kwalificatie       |